# Perunika
Perunika (mačinac, sabljan, sablja, sabljica, lelija, sabljić, lat. Iris), rod biljaka je iz razreda jednosupnica koja pripada porodici Iridaceae, zajedno s rodovima gladiola (Gladiolus) i šafrana (Crocus), trajne zeleni s podancima i gomoljima. Vrijeme cvatnje je od svibnja do srpnja.
Iz valjkastog trajnog podanka rastu uski, uspravni i sabljasti listovi. Cvjetna stabljika naraste do 1,50 m visoko i obično ima dva do tri cvijeta. Cvjetovi se sastoje iz 6 do 2 reda poredanih listova od kojih je vanjski savinut a unutarnji uspravan. Cvjetni listovi su najčešće plave boje, pri dnu sa žutim ili bjelkastim mrljama i prevučeni ljubičastim žilicama.
Godine 2000. proglašena je hrvatskim nacionalnim cvijetom na prijedlog Hrvatske akademije znanosti i umjetnosti. 
Naziv potječe od imena grčke božice duge, glasnice bogova Iride (grč.  - duga), a naš naziv perunika dolazi od imena vrhovnog staroslavenskog boga gromovnika Peruna i njegove žene, boginje Perunike. Kajkavski naziv za peruniku leluja ili ljeljuja, proizašao je iz drugog imena boginje Perunike - Ljelja. Ostali hrvatski narodni nazivi prate božanske poveznice - bogiša, cvit ili kaćun nebeski, ili se pak odnose na mačasti, odnosno sabljasti obilik listova - mačinac, mačak, sabljarka, sabljić ili špade (lat. spadix - mač) u Istri.
Perunika Iris x rotschildii je križanac ilirske (Iris illyrica) i šarene perunike (Iris variegata). Prvi je put spominje botaničar Arpad von Degen u svom velikom djelu "Flora Velebitica" 1936.g.
Božica Iris je kao glasnica bogova, dugom šarala s visina prenoseći poruku na Zemlju. Tamo gdje bi duga dotakla tlo, kao i munja boga gromovnika Peruna, izrastala je perunika, možda svaki put druge boje. Na Istoku u Japanu ona simbolizira pobjedu, a u doba Karla Velikog koristi se kao francuski kraljevski simbol.
U Botaničkom vrt Prirodnoslovno-Matematičkog fakulteta u Zagrebu perunike čine najveću zbirku trajnica, od oko 150 različitih vrsta i sorti. Zbog nedostatka prostora, na parteru i oko jezera posađeno je tek nekoliko desetaka različitih sorti ukrasnih perunika, većinom iz skupine tzv. bradatih perunika (Barbata Elatior).
U Vrtu se uzgajaju i hrvatske endemične i rijetke vrste toga roda, npr. osim hrvatske perunike (Iris croatica) uzgaja se blijeda perunika  Iris pseudopallida i jadranska perunika Iris adriatica.
Strogo zaštićene biljke iz porodice Iridaceae u Hrvatskoj:
- Dalmatinski šafran (Crocus dalmaticus)
- Tomasijev šafran (Crocus thomasii)
- Močvarna gladiola (Gladiolus palustris)
- Jadranska perunika (Iris adriatica)
- Hrvatska perunika (Iris croatica)
- Ilirska perunika (Iris illyrica)
- Blijeda perunika (Iris pallida)
- Sibirska perunika (Iris sibirica)
- Perunika (Iris x rotschildii)

Pojedine vrste perunika upotrebljavaju se i u farmaciji te pri izradi parfema.
U ljekovite svrhe sabire se uglavnom podanak (Rhizoma Iridis), koji se iskapa u listopadu. Katkada se sabiru i listovi i to za uporabu u svježem stanju, jer se u suhom ne mogu upotrebljavati.
Podanak sadrži eterično ulje, veće količine smole, tanine i glikozid iridin.
U svojoj pradomovini, Americi, podanak perunike su od prastarih vremena koristili Indijanci kao najbolje sredstvo protiv vodene bolesti.
Florentinska perunika (Iris Florentina) naziva se i bijeli kmin, perunika mirisna, pitomi kmin, bela perunika. Podanak ove perunike naziva se korijen ljubice, a u osušenom stanju miriše na ljubicu. Upotrebljava se u proizvodnji parfema, dodaje se pastama i tekućinama za zube.

## Iris croatica
Hrvatska perunika Iris croatica je endemična vrsta u Hrvatskoj. Tipično razvijeni oblici hrvatske perunike pojavljuju se u svijetlim šumama hrasta medunca i crnoga graba. Za stanište bira dolomitne i vapnenačke obronke brdskih područja kontinentalne Hrvatske. Zauzima jugozapadni dio panonsko-pontskog areala koji je značajan po reliktnoj flori i vegetaciji. Najpoznatija su nalazišta Medvednica, Strahinčica, Samoborsko gorje i Ogulinsko polje.

## Vrste
1. Iris acutiloba C.A.Mey.
2. Iris adriatica Trinajstic ex Mitic
3. Iris afghanica Wendelbo
4. Iris aitchisonii (Baker) Boiss.
5. Iris alberti Regel
6. Iris albomarginata R.C.Foster
7. Iris alexeenkoi Grossh.
8. Iris almaatensis Pavlov
9. Iris anguifuga Y.T.Zhao & X.J.Xue
10. Iris antilibanotica Dinsm.
11. Iris aphylla L.
12. Iris arenaria Waldst. & Kit.
13. Iris assadiana Chaudhary, G.Kirkw. & C.Weymouth
14. Iris atrofusca Baker
15. Iris atropurpurea Baker
16. Iris aucheri (Baker) Sealy
17. Iris auranitica Dinsm.
18. Iris austrotschatkalica Tojibaev, F.Karimov & Turgunov
19. Iris avromanica Rukšāns
20. Iris baldshuanica O.Fedtsch.
21. Iris barbatula Noltie & K.Y.Guan
22. Iris barnumiae Foster & Baker
23. Iris basaltica Dinsm.
24. Iris benacensis A.Kern. ex Stapf
25. Iris bicapitata Colas.
26. Iris bismarckiana E.Dammann & Sprenger
27. Iris bloudowii Ledeb.
28. Iris boissieri Henriq.
29. Iris bostrensis Mouterde
30. Iris bracteata S.Watson
31. Iris brevicaulis Raf.
32. Iris bucharica Foster
33. Iris bulleyana Dykes
34. Iris bungei Maxim.
35. Iris cabulica Gilli
36. Iris calabra (N.Terracc.) Peruzzi
37. Iris calcicola Z.C.Lu, Z.P.Huang & Yan Liu
38. Iris camillae Grossh.
39. Iris capnoides (Vved.) T.Hall & Seisums
40. Iris carterorum B.Mathew & Wendelbo
41. Iris cathayensis Migo
42. Iris caucasica M.Bieb.
43. Iris cedreti Dinsm. ex Chaudhary
44. Iris celikii Akpulat & K.I.Chr.
45. Iris chrysographes Dykes
46. Iris chrysophylla Howell
47. Iris clarkei Baker ex Hook.f.
48. Iris colchica Kem.-Nath.
49. Iris collettii Hook.f.
50. Iris confusa Sealy
51. Iris cristata Aiton
52. Iris crocea Jacquem. ex R.C.Foster
53. Iris cuniculiformis Noltie & K.Y.Guan
54. Iris curvifolia Y.T.Zhao
55. Iris cycloglossa Wendelbo
56. Iris dabashanensis C.A.Wilson
57. Iris damascena Mouterde
58. Iris danfordiae (Baker) Boiss.
59. Iris darwasica Regel
60. Iris decora Wall.
61. Iris delavayi Micheli
62. Iris dichotoma Pall.
63. Iris doabensis B.Mathew
64. Iris dolichosiphon Noltie
65. Iris domestica (L.) Goldblatt & Mabb.
66. Iris douglasiana Herb.
67. Iris drepanophylla Aitch. & Baker
68. Iris edomensis Sealy
69. Iris ensata Thunb.
70. Iris farashae Güner
71. Iris farreri Dykes
72. Iris ferdowsii Joharchi & Memariani
73. Iris fernaldii R.C.Foster
74. Iris filifolia Boiss.
75. Iris florentina L.
76. Iris foetidissima L.
77. Iris formosana Ohwi
78. Iris forrestii Dykes
79. Iris fosteriana Aitch. & Baker
80. Iris fulva Ker Gawl.
81. Iris furcata M.Bieb.
82. Iris furseorum T.Hall & Seisums
83. Iris galatica W.Irving
84. Iris gatesii Foster
85. Iris giganticaerulea Small
86. Iris glaucescens Bunge
87. Iris goniocarpa Baker
88. Iris gracilipes A.Gray
89. Iris graeberiana Sealy
90. Iris graminea L.
91. Iris grant-duffii Baker
92. Iris griffithii Baker
93. Iris grossheimii Woronow ex Grossh.
94. Iris halophila Pall.
95. Iris hartwegii Baker
96. Iris haussknechtii Bornm. ex Baker
97. Iris haynei Baker
98. Iris hellenica Mermygkas
99. Iris henryi Baker
100. Iris heracleana (J.Mart.Rodr. & M.B.Crespo) Fennane
101. Iris hermona Dinsm.
102. Iris heweri Grey-Wilson & B.Mathew
103. Iris hexagona Walter
104. Iris hippolyti (Vved.) Kamelin
105. Iris histrio Rchb.f.
106. Iris histrioides (G.F.Wilson) S.Arn.
107. Iris hoogiana Dykes
108. Iris hookeri Penny ex G.Don
109. Iris hookeriana Foster
110. Iris humilis Georgi
111. Iris hymenospatha B.Mathew & Wendelbo
112. Iris iberica Steven
113. Iris imbricata Lindl.
114. Iris inconspicua (Vved.) T.Hall & Seisums
115. Iris innominata L.F.Hend.
116. Iris ivanovae Doronkin
117. Iris jacquinii (Schrank) ined.
118. Iris japonica Thunb.
119. Iris juncea Poir.
120. Iris junonia Schott
121. Iris junzifengensis S.P.Chen, Xin Y.Chen & Liang Ma
122. Iris kamelinii Alexeeva
123. Iris kashmiriana Baker
124. Iris kemaonensis Wall. ex D.Don
125. Iris khassanovii Tojibaev & Turginov
126. Iris kirkwoodiae Chaudhary
127. Iris kobayashii Kitag.
128. Iris kolpakowskiana Regel
129. Iris kopetdagensis (Vved.) B.Mathew & Wendelbo
130. Iris koreana Nakai
131. Iris korolkowii Regel
132. Iris koyuncui Firat
133. Iris kurbanovii F.O.Khass. & Rakhimova
134. Iris kuschakewiczii B.Fedtsch.
135. Iris kuschkensis Grey-Wilson & B.Mathew
136. Iris lactea Pall.
137. Iris lacustris Nutt.
138. Iris laevigata Fisch.
139. Iris latistyla Y.T.Zhao
140. Iris lazica Albov
141. Iris leptophylla Lingelsh. ex H.Limpr.
142. Iris leptorrhiza (Vved.) Vved.
143. Iris lineata Foster ex Regel
144. Iris linifolia (Regel) O.Fedtsch.
145. Iris linifoliiformis (Khalk.) Tojibaev & Turginov
146. Iris loczyi Kanitz
147. Iris lokiae Alexeeva
148. Iris longipetala Herb.
149. Iris longiscapa Ledeb.
150. Iris lortetii Barbey
151. Iris ludwigii Maxim.
152. Iris lutescens Lam.
153. Iris lycotis Woronow
154. Iris maackii Maxim.
155. Iris macrosiphon Torr.
156. Iris maculata Baker
157. Iris magnifica Vved.
158. Iris mandshurica Maxim.
159. Iris maracandica (Vved.) Wendelbo
160. Iris mariae Barbey
161. Iris marivanica Rukšāns
162. Iris marsica I.Ricci & Colas.
163. Iris masiae Leichtlin ex Dykes
164. Iris meda Stapf
165. Iris microglossa Wendelbo
166. Iris milesii Baker ex Foster
167. Iris minutoaurea Makino
168. Iris missouriensis Nutt.
169. Iris munzii R.C.Foster
170. Iris mzchetica Rodion.
171. Iris nantouensis S.S.Ying
172. Iris narbutii O.Fedtsch.
173. Iris narcissiflora Diels
174. Iris narynensis O.Fedtsch.
175. Iris nectarifera Güner
176. Iris neoensata Y.N.Lee
177. Iris neosetosa Y.N.Lee
178. Iris nezahatiae Güner & H.Duman
179. Iris nicolai (Vved.) Vved.
180. Iris nigricans Dinsm.
181. Iris notha M.Bieb.
182. Iris nusairiensis Mouterde
183. Iris odaesanensis Y.N.Lee
184. Iris odontostyla B.Mathew & Wendelbo
185. Iris orchioides Carrière
186. Iris orientalis Mill.
187. Iris orjenii Bräuchler & Cikovac
188. Iris oxypetala Bunge
189. Iris palaestina (Baker) Barbey
190. Iris pallida Lam.
191. Iris pamphylica Hedge
192. Iris paradoxa Steven
193. Iris paropamisensis T.Hall & Seisums
194. Iris perrieri Simonet ex N.Service
195. Iris persica L.
196. Iris peshmeniana Güner & T.Hall
197. Iris petrana Dinsm.
198. Iris petri F.O.Khass., Rakhimova & Achilova
199. Iris planifolia (Mill.) T.Durand & Schinz
200. Iris platyptera B.Mathew & Wendelbo
201. Iris polakii Stapf
202. Iris pontica Zapal.
203. Iris popovii (Vved.) Vved.
204. Iris porphyrochrysa Wendelbo
205. Iris postii Mouterde
206. Iris potaninii Maxim.
207. Iris prismatica Pursh
208. Iris proantha Diels
209. Iris probstii C.A.Wilson
210. Iris psammocola Y.T.Zhao
211. Iris pseudacorus L.
212. Iris pseudocapnoides Rukšāns
213. Iris pseudocaucasica Grossh.
214. Iris pseudomeda Salimb. & H.Saeidi
215. Iris pseudonotha Galushko
216. Iris pseudopumila Tineo
217. Iris pskemensis Rukšāns
218. Iris pumila L.
219. Iris purdyi Eastw.
220. Iris purpureobractea B.Mathew & T.Baytop
221. Iris qinghainica Y.T.Zhao
222. Iris ramsayi T.Hall & B.Mathew
223. Iris regis-uzziae Feinbrun
224. Iris reichenbachiana Klatt
225. Iris reichenbachii Heuff.
226. Iris relicta Colas.
227. Iris reticulata M.Bieb.
228. Iris revoluta Colas.
229. Iris rodionenkoi (Lazkov & Naumenko) T.Hall
230. Iris rosenbachiana Regel
231. Iris rossii Baker
232. Iris rudolphii F.O.Khass., Esankulov & Achilova
233. Iris ruthenica Ker Gawl.
234. Iris rutherfordii J.Mart.Rodr., P.Vargas, Carine & Jury
235. Iris sabina N.Terracc.
236. Iris sanguinea Hornem.
237. Iris sari Schott ex Baker
238. Iris savannarum Small
239. Iris scariosa Willd. ex Link
240. Iris schachtii Markgr.
241. Iris schelkownikowii (Fomin) Fomin
242. Iris schmakovii Alexeeva
243. Iris serotina Willk.
244. Iris setina Colas.
245. Iris setosa Pall. ex Link
246. Iris sibirica L.
247. Iris sintenisii Janka
248. Iris sisianica Zubov & Bondarenko
249. Iris songarica Schrenk ex Fisch. & C.A.Mey.
250. Iris sophenensis (Foster) B.Mathew & Güner
251. Iris speculatrix Hance
252. Iris sprengeri Siehe
253. Iris spuria L.
254. Iris staintonii H.Hara
255. Iris statellae Tod.
256. Iris stenophylla Hausskn. ex Baker
257. Iris stocksii (Baker) Boiss.
258. Iris stolonifera Maxim.
259. Iris straussii Leichtlin ex Micheli
260. Iris suaveolens Boiss. & Reut.
261. Iris subdecolorata Vved.
262. Iris subdichotoma Y.T.Zhao
263. Iris susiana L.
264. Iris svetlanae (Vved.) T.Hall & Seisums
265. Iris swensoniana Chaudhary, G.Kirkw. & C.Weymouth
266. Iris tadshikorum (Vved.) Vved.
267. Iris taochia Woronow ex Grossh.
268. Iris tarhunensis (Borzì & Mattei) Pamp.
269. Iris tectorum Maxim.
270. Iris tenax Douglas ex Lindl.
271. Iris tenuifolia Pall.
272. Iris tenuis S.Watson
273. Iris tenuissima Dykes
274. Iris tibetica (Dykes) Bolt.
275. Iris tigridia Bunge ex Ledeb.
276. Iris timofejewii Woronow
277. Iris tingitana Boiss. & Reut.
278. Iris tridentata Pursh
279. Iris tschandalasica Urusov
280. Iris tubergeniana Foster
281. Iris tuberosa L.
282. Iris typhifolia Kitag.
283. Iris unguicularis Poir.
284. Iris uniflora Pall. ex Link
285. Iris urmiensis Jekyll & E.T.Cook
286. Iris variegata L.
287. Iris vartanii Foster
288. Iris ventricosa Pall.
289. Iris verna L.
290. Iris versicolor L.
291. Iris vicaria Vved.
292. Iris victoris F.O.Khass., Khuzhan. & Rakhimova
293. Iris virginica L.
294. Iris vorobievii N.S.Pavlova
295. Iris vvedenskyi Nevski ex Woronow & Popov
296. Iris wallisiae T.Hall & Seisums
297. Iris warleyensis Foster
298. Iris wattii Baker ex Hook.f.
299. Iris wendelboi Grey-Wilson & B.Mathew
300. Iris westii Dinsm.
301. Iris willmottiana Foster
302. Iris wilsonii C.H.Wright
303. Iris winkleri Regel
304. Iris winogradowii Fomin
305. Iris xanthochlora Wendelbo
306. Iris xiphium L.
307. Iris yebrudii Dinsm. ex Chaudhary
308. Iris yedisuensis Yild. & Kiliç
309. Iris zagrica B.Mathew & Zarrei
310. Iris zaprjagajevii (N.V.Abramov) T.Hall & Seisums
311. Iris zetterlundii Rukšāns
312. Iris zhaoana M.B.Crespo, Alexeeva & Y.E.Xiao
313. Iris ×ampliflora Y.E.Xiao, F.Y.Yu & X.F.Zhou
314. Iris × binata Schur
315. Iris × borzae (Prodan) Prodan & Nyár.
316. Iris × brzhezitzky Grossh.
317. Iris × caeciliae Grossh.
318. Iris × cucullata Schur
319. Iris × flexicaulis Small
320. Iris × fulvala Dykes
321. Iris × germanica L.
322. Iris × hollandica H.R.Wehrh.
323. Iris × karjaginii Grossh.
324. Iris × ketzkhovelii G.N.Matveev
325. Iris × kobasensis Prodan
326. Iris × kochii A.Kern. ex Stapf
327. Iris × koenigii Sosn.
328. Iris × nelsonii Randolph
329. Iris × neumayeri Janch. ex Holub
330. Iris × robusta E.S.Anderson
331. Iris × sancti-cyri J.Rousseau
332. Iris × seminaturalis Niketic, Tomovic & Siljak-Yak.
333. Iris × setosothungbergii H.Koidz. ex T.Shimizu
334. Iris × sikkimensis Dykes
335. Iris × sinistra Sosn.
336. Iris × thompsonii R.C.Foster
337. Iris × turkoman Dykes
338. Iris × vinicolor Small
339. Iris × violipurpurea Small

## Vanjske poveznice
- slika hrvatske perunike  Arhivirana inačica izvorne stranice od 12. listopada 2007. (Wayback Machine)
- IRB Društvo Iris croatica o izložbi "Perunika - hrvatski nacionalni cvijet"[neaktivna poveznica]
- Izložba Perunika - hrvatski nacionalni cvijet, katalog  Arhivirana inačica izvorne stranice od 10. svibnja 2007. (Wayback Machine)
- Pravilnik o skupljanju samoniklih biljaka u svrhu prerade, trgovine i drugog prometa, N.N. br.199/03 i 30/04